# Niederfinow
Niederfinow är en kommun och ort i östra Tyskland, belägen i Landkreis Barnim i förbundslandet Brandenburg, omkring 10 km öster om Eberswalde och 55 km nordost om centrala Berlin. Kommunen administreras som en del av kommunalförbundet Amt Britz-Chorin-Oderberg, vars säte ligger i Britz.
Orten är mest känd för Niederfinows lyftverk i Oder-Havelkanalen, Tysklands äldsta båtlyft i bruk, färdigställd 1937, med en lyfthöjd på 36 m.
Ett modernt lyftverk är under uppbyggnad parallellt intill det gamla för att man ska kunna ta emot större pråmar och utöka kapaciteten.  Avsikten är även att minska belastningen på det gamla lyftverket, som idag är tekniskt byggnadsminne.

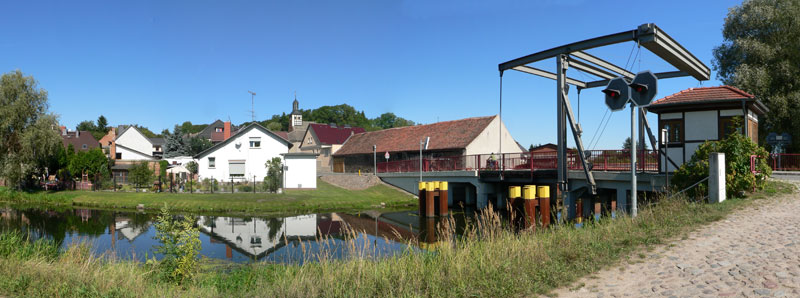
Bro vid ortens centrum

## Befolkning
| År   | Invånare |
| ---- | -------- |
| 1875 | 1 336    |
| 1890 | 1 551    |
| 1910 | 1 625    |
| 1925 | 1 386    |
| 1933 | 1 585    |
| 1939 | 1 564    |
| 1946 | 1 517    |
| 1950 | 1 484    |
| 1964 | 1 176    |
| 1971 | 1 099    |

| År   | Invånare |
| ---- | -------- |
| 1981 | 849      |
| 1985 | 795      |
| 1989 | 704      |
| 1990 | 673      |
| 1991 | 670      |
| 1992 | 681      |
| 1993 | 639      |
| 1994 | 642      |
| 1995 | 634      |
| 1996 | 646      |

| År   | Invånare |
| ---- | -------- |
| 1997 | 681      |
| 1998 | 706      |
| 1999 | 703      |
| 2000 | 701      |
| 2001 | 682      |
| 2002 | 674      |
| 2003 | 663      |
| 2004 | 645      |
| 2005 | 647      |
| 2006 | 654      |

| År   | Invånare |
| ---- | -------- |
| 2007 | 638      |
| 2008 | 610      |
| 2009 | 612      |
| 2010 | 632      |
| 2011 | 603      |
| 2012 | 619      |
| 2013 | 628      |
| 2014 | 610      |
| 2015 | 619      |
| 2016 | 599      |

| År   | Invånare |
| ---- | -------- |
| 2017 | 605      |
| 2018 | 595      |
| 2019 | 590      |
| 2020 | 613      |

Detaljerade källor anges i Wikimedia Commons..